# Theodor Wallau
Wilhelm Hans-Theodor Wallau (* 28. Januar 1937 in Surabaja, Indonesien) ist ein ehemaliger deutscher Diplomat.
Theodor Wallau studierte Rechts- und Staatswissenschaften an den Universitäten Mainz und Bonn. 1961 trat er in den Auswärtigen Dienst ein. Er war zunächst an den Auslandsvertretungen New York und Jakarta. 1963 absolvierte er ein Masterstudium an der Fletcher School of Law and Diplomacy. Wallau war deutscher Botschafter in Indonesien (1987–1991), in Brasilien (1991–1993), in Israel (1996–2000) und am Heiligen Stuhl (2000–2002). Von 2003 bis 2012 war er Bundesauslandsbeauftragter des Malteser Hilfsdienstes.
| Vorgänger         | Amt                                                 | Nachfolger           |
| ----------------- | --------------------------------------------------- | -------------------- |
| Helmut Matthias   | Deutscher Botschafter in Indonesien 1987–1991       | Karl Walter Lewalter |
| Heinz Dittmann    | Deutscher Botschafter in Brasilien 1991–1993        | Herbert Limmer       |
| Franz Bertele     | Deutscher Botschafter in Israel 1996–2000           | Rudolf Dreßler       |
| Jürgen Oesterhelt | Deutscher Botschafter beim Heiligen Stuhl 2000–2002 | Gerd Westdickenberg  |

| Personendaten    | Personendaten                                     |
| ---------------- | ------------------------------------------------- |
| NAME             | Wallau, Theodor                                   |
| ALTERNATIVNAMEN  | Wallau, Wilhelm Hans-Theodor (vollständiger Name) |
| KURZBESCHREIBUNG | deutscher Diplomat                                |
| GEBURTSDATUM     | 28. Januar 1937                                   |
| GEBURTSORT       | Surabaja, Indonesien                              |